# Hysterographium simillimum
Hysterographium simillimum är en svampart som tillhör divisionen sporsäcksvampar, och som beskrevs av Karl Starbäck. Hysterographium simillimum ingår i släktet Hysterographium, och familjen Hysteriaceae. Det är osäkert om arten förekommer i Sverige.